# Monument funéraire de l'abbé Delille
Pour les articles homonymes, voir Delille (homonymie).
Le monument funéraire de l'abbé Delille est un monument funéraire remarquable du cimetière du Père-Lachaise contenant la dépouille de Jacques Delille. Il a été classé aux monuments historiques par un arrêté du 14 novembre 1983.